# Antoni Trzaskowski
Antoni Feliks Trzaskowski, conosciuto negli Stati Uniti d'America con il nome Tony (Karczew, 6 aprile 1941 – 26 marzo 2025), è stato un calciatore polacco, di ruolo difensore.

## Carriera

### Club
Formatosi nel Mazur Karczew, nel 1961 venne ingaggiato dal Legia Varsavia, con cui esordì per pareggio esterno per 0-0 contro il Lech Poznań del 28 aprile 1963.
Con i capitolini militò fino al 1973, vincendo due campionati polacchi e tre coppe nazionali.
Con il Legia partecipò anche a due edizioni della Coppa Campioni, tre della Coppa delle Coppe e una della Coppa UEFA. Miglior risultato in ambito europeo fu il raggiungimento delle semifinali della Coppa dei Campioni 1969-1970, perse contro i futuri campioni del Feyenoord.
Nel 1973 si trasferì negli Stati Uniti d'America per giocare con la franchigia della NASL dei Rochester Lancers. Militò con i Lancers fino al 1976, ottenendo come miglior risultato il raggiungimento dei turni di spareggio nell'edizione 1976.
Negli stessi anni militò anche nei N.Y. Ukrainians dal 1973 al 1975, e dal 1975 al 1976 nella franchigia della ASL dei Chicago Cats. Con i Cats ottenne come miglior risultato il raggiungimento del primo turno nella stagione 1976.
Successivamente militò nel Polonia Greenpoint, club della minoranza polacca a New York.

### Nazionale
Nel 1971 Trzaskowski giocò un incontro amichevole con la nazionale polacca contro la Svizzera.

## Statistiche

### Cronologia presenze e reti in nazionale
| Cronologia completa delle presenze e delle reti in nazionale ― Polonia | Cronologia completa delle presenze e delle reti in nazionale ― Polonia | Cronologia completa delle presenze e delle reti in nazionale ― Polonia | Cronologia completa delle presenze e delle reti in nazionale ― Polonia | Cronologia completa delle presenze e delle reti in nazionale ― Polonia | Cronologia completa delle presenze e delle reti in nazionale ― Polonia | Cronologia completa delle presenze e delle reti in nazionale ― Polonia | Cronologia completa delle presenze e delle reti in nazionale ― Polonia |
| Data                                                                   | Città                                                                  | In casa                                                                | Risultato                                                              | Ospiti                                                                 | Competizione                                                           | Reti                                                                   | Note                                                                   |
| ---------------------------------------------------------------------- | ---------------------------------------------------------------------- | ---------------------------------------------------------------------- | ---------------------------------------------------------------------- | ---------------------------------------------------------------------- | ---------------------------------------------------------------------- | ---------------------------------------------------------------------- | ---------------------------------------------------------------------- |
| 5-5-1971                                                               | Losanna                                                                | Svizzera                                                               | 2 – 4                                                                  | Polonia                                                                | Amichevole                                                             | -                                                                      | 46’                                                                    |
| Totale                                                                 |                                                                        | Presenze                                                               | 1                                                                      |                                                                        | Reti                                                                   | 0                                                                      |                                                                        |

## Palmarès

### Competizioni nazionali
- Campionato polacco: 2

Legia Varsavia: 1968-1969, 1969-1970
- Coppa di Polonia: 3

Legia Varsavia: 1963-1964, 1965-1966, 1972-1973